# Dendrobium faciferum
Dendrobium faciferum är en orkidéart som beskrevs av Johannes Jacobus Smith. Dendrobium faciferum ingår i släktet Dendrobium, och familjen orkidéer. Inga underarter finns listade i Catalogue of Life.